# Silva Katavić
Silva Katavič, slovenska violinistka.
Študij violine je končala pri prof. Dejanu Bravničarju na glasbeni akademiji v Ljubljani. Izpopolnjevala se je pri prof. P. Vernikovu in E. Čugajevi v Portogruaru. Od leta 1993 je stalna članica Simfoničnega orkestra RTV Slovenija.